# 笠寺町
笠寺町（かさでらちょう）は、愛知県名古屋市南区の地名。住居表示未実施。30の小字が設置されている。

## 地理
名古屋市南区の東部に位置し、東は白雲町、西は前浜通、南は粕畠町、南東は砂口町に接する。

### 字一覧
笠寺町とその前身である笠寺村大字笠寺の小字は以下の通り。消滅した字については背景色    で示す。
| 字                                     | 字                                       |
| -------------------------------------- | ---------------------------------------- |
| 赤坪（あかつぼ）                       | 一色（いしき）                           |
| 一ノ割（いちのわり）                   | 市場（いちば）                           |
| 市場東（いちばひがし）                 | 姥子山（うばこやま）                     |
| 粕畑（かすばた）                       | 加福一之切（かふくいちのきり）           |
| 加福三之切（かふくさんのきり）         | 加福二之切（かふくにのきり）             |
| 加福四之切（かふくよんのきり）         | 上荒浜（かみあらはま）                   |
| 上磯浜（かみいそはま）                 | 上大曲輪（かみおおぐるわ）               |
| 上加福（かみかふく）                   | 上新町（かみしんまち）                   |
| 上鳥山（かみとりやま）                 | 川田（かわだ）                           |
| 北内（きたうち）                       | 久戸ノ江（くどのえ）                     |
| 九ノ割（くのわり）                     | 小曲輪（こぐるわ）                       |
| 五反田（ごたんだ）                     | 五ノ割（ごのわり）                       |
| 柵下（さくした）                       | 三ノ割（さんのわり）                     |
| 七子（しちこ）                         | 七反田（しちたんだ）                     |
| 七ノ割（しちのわり）                   | 四ノ割（しのわり）                       |
| 芝（しば）                             | 下荒浜（しもあらはま）                   |
| 下磯浜（しもいそはま）                 | 下大曲輪（しもおおぐるわ）               |
| 下加福（しもかふく）                   | 下新町（しもしんまち）                   |
| 下鳥山（しもとりやま）                 | 十ノ割（じゅうのわり）                   |
| 橦木江築留西（しゅもくえちくどめにし） | 橦木江築留東（しゅもくえちくどめひがし） |
| 砂田（すなだ）                         | 砂之口（すなのくち）                     |
| 大門（だいもん）                       | 立脇（たてわき）                         |
| 寺部（てらべ）                         | 天満（てんま）                           |
| 中磯浜（なかいそはま）                 | 中切（なかぎり）                         |
| 鍋弦（なべつる）                       | 西浦（にしうら）                         |
| 西之門（にしのもん）                   | 二ノ割（にのわり）                       |
| 迫間（はざま）                         | 迫間下（はざました）                     |
| 羽曽根（はそね）                       | 八ノ割（はちのわり）                     |
| 浜中（はまなか）                       | 平田（へだ）                             |
| 松原（まつばら）                       | 松東（まつひがし）                       |
| 松本（まつもと）                       | 丸ノ内（まるのうち）                     |
| 宮迫間（みやはざま）                   | 明円（みょうえん）                       |
| 諸輪（もろわ）                         | 柚ノ木（ゆのき）                         |
| 六ノ割（ろくのわり）                   |                                          |

## 歴史
中世までは愛知郡星崎郷の一部で、鎌倉期の笠覆寺の鐘銘に「尾張国星前笠覆寺」と書かれている。

### 町名の由来
江戸期の愛知郡笠寺村を前身とする。笠覆寺（笠寺観音）の名に由来する。

### 行政区画の変遷
- 1878年（明治11年）12月28日 - 笠寺村・化物新田・又兵衛新田・又兵衛新々田が合併し、前浜村が成立[2]。
- 1889年（明治22年）10月1日 - 町村制施行にともない、愛知郡笠寺村に改称[2]。
- 1906年（明治39年）5月10日 - 鳴尾村・星崎村と合併し、笠寺村大字笠寺となる[2]。
- 1921年（大正10年）8月22日 - 名古屋市南区へ編入し、同区笠寺町となる[2]。
- 1928年（昭和3年）12月15日 - 一部が西桜町・桜本町・弥生町・白雲町となる[3][4]。
- 1939年（昭和14年）8月5日 - 一部が鶴里町となる[4]。
- 1949年（昭和24年）
  - 1月25日 - 本星崎町の一部を編入[2]、一部が本城町となる[5]。
  - 8月18日 - 一部が戸部町・松池町・千竈通・荒浜町・塩屋町となる[2][5]。
- 1950年（昭和25年）5月1日 - 一部が弥次ヱ町となる[5]。
- 1952年（昭和27年）5月1日 - 一部が松城町・柵下町・粕畠町・浜中町・前浜通・鳥山町・寺部通・立脇町となり、一部を弥次ヱ町・道全町・本地通・本城町へ編入[2][5]。
- 1960年（昭和35年）3月20日 - 一部が加福町・加福本通・西又兵ヱ町・東又兵ヱ町となり[2]、一部を港東通へ編入[5]。
- 1961年（昭和36年）3月28日 - 一部を港東通へ編入[5]。
- 1970年（昭和45年）6月16日 - 一部が明円町・芝町・赤坪町・砂口町となり、一部を弥生町・白雲町・鶴里町へ編入[4][2]。

## 世帯数と人口
2019年（平成31年）4月1日現在の世帯数と人口は以下の通りである。
| 町丁   | 世帯数    | 人口    |
| ------ | --------- | ------- |
| 笠寺町 | 1,026世帯 | 2,097人 |

### 人口の変遷
国勢調査による人口の推移
| 1995年（平成7年）  | 2,928人 | [ WEB 7 ]  |  |
| 2000年（平成12年） | 2,715人 | [ WEB 8 ]  |  |
| 2005年（平成17年） | 2,515人 | [ WEB 9 ]  |  |
| 2010年（平成22年） | 2,368人 | [ WEB 10 ] |  |
| 2015年（平成27年） | 2,224人 | [ WEB 11 ] |  |

## 学区
市立小・中学校に通う場合、学校等は以下の通りとなる。また、公立高等学校に通う場合の学区は以下の通りとなる。
| 番・番地等 | 小学校               | 中学校               | 高等学校 |
| ---------- | -------------------- | -------------------- | -------- |
| 全域       | 名古屋市立笠寺小学校 | 名古屋市立本城中学校 | 尾張学区 |

## 交通
- 愛知県道222号緑瑞穂線（旧東海道）
- 愛知県道223号笠寺星崎線

## 施設
- 笠覆寺（笠寺観音）
- 西福院
- 西方院
- 泉増院
- 東光院
- 七所神社
- 名古屋笠寺郵便局

## その他

### 日本郵便
- 郵便番号 : 457-0051[WEB 3]（集配局：名古屋南郵便局[WEB 14]）。

### WEB
1. ↑  “愛知県名古屋市港区の町丁・字一覧”.   人口統計ラボ. 2017年10月7日閲覧。
2. 1 2  “町・丁目(大字)別、年齢(10歳階級)別公簿人口(全市・区別)”.   名古屋市 (2019年4月22日). 2019年4月23日閲覧。
3. 1 2  “郵便番号”.  日本郵便. 2019年3月17日閲覧。
4. ↑  “市外局番の一覧”.   総務省. 2019年1月6日閲覧。
5. ↑  “南区の町名一覧”.   名古屋市 (2015年10月21日). 2019年4月23日閲覧。
6. ↑  “名古屋市道路認定図”.   名古屋市. 2020年11月20日閲覧。「名古屋市南区笠寺町」のページを参考とした。
7. ↑  総務省統計局 (2014年3月28日). “平成7年国勢調査の調査結果(e-Stat) - 男女別人口及び世帯数 －町丁・字等”. 2019年3月23日閲覧。
8. ↑  総務省統計局 (2014年5月30日). “平成12年国勢調査の調査結果(e-Stat) - 男女別人口及び世帯数 －町丁・字等”. 2019年3月23日閲覧。
9. ↑  総務省統計局 (2014年6月27日). “平成17年国勢調査の調査結果(e-Stat) - 男女別人口及び世帯数 －町丁・字等”. 2019年3月23日閲覧。
10. ↑  総務省統計局 (2012年1月20日). “平成22年国勢調査の調査結果(e-Stat) - 男女別人口及び世帯数 －町丁・字等”. 2019年3月23日閲覧。
11. ↑  総務省統計局 (2017年1月27日). “平成27年国勢調査の調査結果(e-Stat) - 男女別人口及び世帯数 －町丁・字等”. 2019年3月23日閲覧。
12. ↑  “市立小・中学校の通学区域一覧”.   名古屋市 (2018年11月10日). 2019年1月14日閲覧。
13. ↑  “平成29年度以降の愛知県公立高等学校（全日制課程）入学者選抜における通学区域並びに群及びグループ分け案について”.   愛知県教育委員会 (2015年2月16日). 2019年1月14日閲覧。
14. ↑  “郵便番号簿 2018年度版” (PDF).   日本郵便. 2019年4月23日閲覧。

### 書籍
1. ↑  名古屋市計画局 1992, p. 557.
2. 1 2 3 4 5 6 7 8 9  名古屋市計画局 1992, p. 853.
3. ↑  名古屋市計画局 1992, p. 851.
4. 1 2 3  名古屋市計画局 1992, p. 852.
5. 1 2 3 4 5 6  名古屋市計画局 1992, p. 854.